# Margolelo
Margolelo is een bestuurslaag in het regentschap Temanggung van de provincie Midden-Java, Indonesië. Margolelo telt 1354 inwoners (volkstelling 2010).